# Hiambanua
Hiambanua is een bestuurslaag in het regentschap Nias Barat van de provincie Noord-Sumatra, Indonesië. Hiambanua telt 440 inwoners (volkstelling 2010).